# رالف ريتشارد بانكس
رالف ريتشارد بانكس (بالإنجليزية: Ralph Richard Banks)‏ هو محامي ومؤلف أمريكي، ولد في 11 ديسمبر 1964 في كليفلاند في الولايات المتحدة.